# Roebel
De roebel is de munteenheid van sommige landen in Oost-Europa. Oorspronkelijk was de roebel de munteenheid van het Keizerrijk Rusland en vervolgens van de Sovjet-Unie (als de Sovjet-roebel). Het is momenteel de munteenheid van Rusland (als de Russische roebel) en Wit-Rusland (als de Wit-Russische roebel). De Russische roebel wordt ook in enkele door Rusland bezette gebieden gebruikt, waaronder in het Georgische Abchazië en Zuid-Ossetië.
In het verleden hadden verschillende andere landen onder invloed van Rusland en de Sovjet-Unie munteenheden die ook roebels werden genoemd.
Eén roebel is verdeeld in 100 kopeken.

## Roebel in verschillende landen
- Armeense roebel (1919-1923)
- Azerbeidzjaanse roebel (1918-1923)
- Letse roebel (1919-1922 & 1992-1993)
- Ostrubel (1916-1922)
- Russische roebel
- Siberische roebel
- Tadzjiekse roebel (1995-2000)
- Transnistrische roebel
- Verre-Oostelijke Republiek roebel (1920-1922)
- Wit-Russische roebel